# Aplysia juliana
Aplysia juliana är en snäckart som beskrevs av Jean René Constant Quoy och Joseph Paul Gaimard 1832. Aplysia juliana ingår i släktet Aplysia och familjen sjöharar. Inga underarter finns listade i Catalogue of Life.

## Bildgalleri

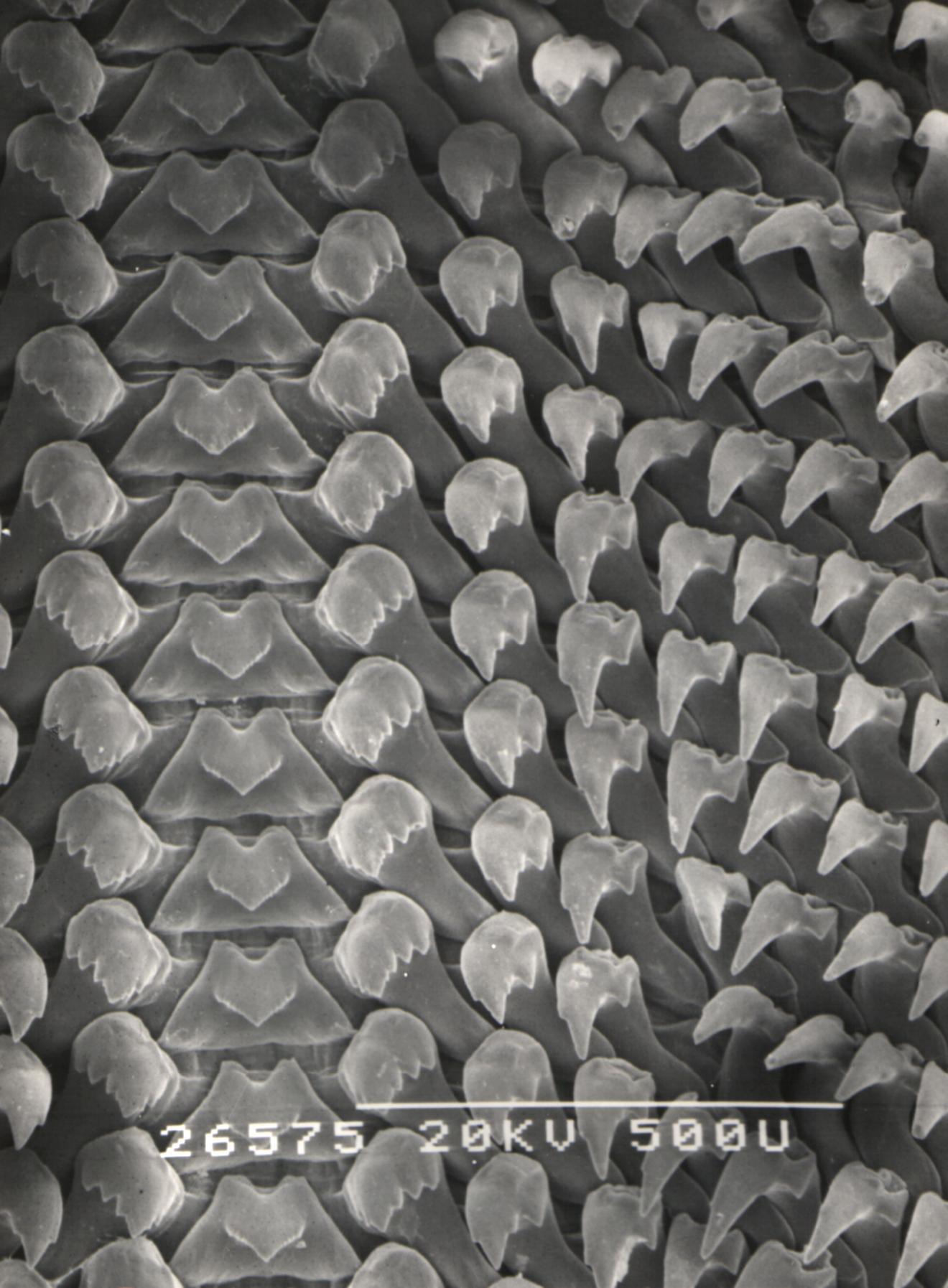